# Saison 2014-2015 de la LAH
Saison précédente Saison suivante
La saison 2014-2015 de la LAH est la 79e saison de la Ligue américaine de hockey. Trente franchises disputent 76 matchs chacune dans la saison régulière à l'issue de laquelle, seize d'entre elles se rencontrent pour gagner la Coupe Calder. Premiers de la saison régulière, les Monarchs de Manchester remportent également la finale des séries en cinq rencontres et la première Coupe Calder de leur histoire.

## Saison régulière

### Contexte
Les Phantoms de l'Adirondack quittent Glens Falls pour Allentown et deviennent les Phantoms de Lehigh Valley, l'équipe passe alors de la division Nord-Est à la division Est. Pour les remplacer, la ligue envoie le Crunch de Syracuse de l'Est vers la division Nord-Est. De son côté, le Heat d'Abbotsford devient les Flames de l'Adirondack et est relocalisé de la division Ouest à la division Nord. Les Monsters du lac Érié, qui évoluaient jusqu'alors en division Nord, rejoignent la division Mid-Ouest qui ne comptait la saison précédente que quatre équipes. Chaque association compte désormais cinq franchises.

### Classements
| Clt   | Équipe                            | Division   | PJ | V  | D  | DP | DF | BP  | BC  | Pts |
| ----- | --------------------------------- | ---------- | -- | -- | -- | -- | -- | --- | --- | --- |
| +001, | Monarchs de Manchester            | Atlantique | 76 | 50 | 17 | 6  | 3  | 241 | 176 | 109 |
| +002, | Bears de Hershey                  | Est        | 76 | 46 | 22 | 5  | 3  | 218 | 181 | 100 |
| +003, | Wolf Pack de Hartford             | Nord-Est   | 76 | 43 | 24 | 5  | 4  | 221 | 214 | 95  |
| +004, | Penguins de Wilkes-Barre/Scranton | Est        | 76 | 45 | 24 | 3  | 4  | 212 | 163 | 97  |
| +005, | Crunch de Syracuse                | Nord-Est   | 76 | 41 | 25 | 10 | 0  | 218 | 219 | 92  |
| +006, | Bruins de Providence              | Atlantique | 76 | 41 | 26 | 7  | 2  | 209 | 185 | 91  |
| +007, | Sharks de Worcester               | Atlantique | 76 | 41 | 29 | 4  | 2  | 224 | 198 | 88  |
| +008, | Pirates de Portland               | Atlantique | 76 | 39 | 28 | 7  | 2  | 203 | 190 | 87  |
| +009, | Falcons de Springfield            | Nord-Est   | 76 | 38 | 28 | 8  | 2  | 192 | 209 | 86  |
| +010, | Devils d'Albany                   | Nord-Est   | 76 | 37 | 28 | 5  | 6  | 199 | 201 | 85  |
| +011, | Senators de Binghamton            | Est        | 76 | 34 | 34 | 7  | 1  | 242 | 258 | 76  |
| +012, | IceCaps de Saint-Jean             | Atlantique | 76 | 32 | 33 | 9  | 2  | 183 | 235 | 75  |
| +013, | Phantoms de Lehigh Valley         | Est        | 76 | 33 | 35 | 7  | 1  | 194 | 237 | 74  |
| +014, | Admirals de Norfolk               | Est        | 76 | 27 | 39 | 6  | 4  | 168 | 219 | 64  |
| +015, | Sound Tigers de Bridgeport        | Nord-Est   | 76 | 28 | 40 | 7  | 1  | 213 | 246 | 64  |

| Clt   | Équipe                   | Division  | PJ | V  | D  | DP | DF | BP  | BC  | Pts |
| ----- | ------------------------ | --------- | -- | -- | -- | -- | -- | --- | --- | --- |
| +001, | Comets d'Utica           | Nord      | 76 | 47 | 20 | 7  | 2  | 219 | 182 | 103 |
| +002, | Griffins de Grand Rapids | Mid-Ouest | 76 | 46 | 22 | 6  | 2  | 249 | 185 | 100 |
| +003, | Rampage de San Antonio   | Ouest     | 76 | 45 | 23 | 7  | 1  | 248 | 222 | 98  |
| +004, | IceHogs de Rockford      | Mid-Ouest | 76 | 46 | 23 | 5  | 2  | 222 | 180 | 99  |
| +005, | Stars du Texas           | Ouest     | 76 | 40 | 22 | 13 | 1  | 242 | 216 | 94  |
| +006, | Barons d'Oklahoma City   | Ouest     | 76 | 41 | 27 | 5  | 3  | 224 | 212 | 90  |
| +007, | Marlies de Toronto       | Nord      | 76 | 40 | 27 | 9  | 0  | 207 | 203 | 89  |
| +008, | Wolves de Chicago        | Mid-Ouest | 76 | 40 | 29 | 6  | 1  | 210 | 198 | 87  |
| +009, | Monsters du lac Érié     | Mid-Ouest | 76 | 35 | 29 | 8  | 4  | 211 | 240 | 82  |
| +010, | Bulldogs de Hamilton     | Nord      | 76 | 34 | 29 | 12 | 1  | 201 | 208 | 81  |
| +011, | Admirals de Milwaukee    | Mid-Ouest | 76 | 33 | 28 | 8  | 7  | 206 | 218 | 81  |
| +012, | Flames de l'Adirondack   | Nord      | 76 | 35 | 33 | 6  | 2  | 233 | 240 | 78  |
| +013, | Checkers de Charlotte    | Ouest     | 76 | 31 | 38 | 6  | 1  | 172 | 231 | 69  |
| +014, | Americans de Rochester   | Nord      | 76 | 29 | 41 | 5  | 1  | 209 | 251 | 64  |
| +015, | Wild de l'Iowa           | Ouest     | 76 | 23 | 49 | 2  | 2  | 172 | 245 | 50  |

- En gras et en italique : champion de la saison régulière
- En gras : champion de division
- En italique : qualifié pour les séries éliminatoires

## Séries éliminatoires de la Coupe Calder
Le premier tour des séries se joue au meilleur des cinq matchs alors que les tours suivants sont joués au meilleur des sept rencontres.

### Séries éliminatoires de la Coupe Calder
|  | Quarts de finale d'association | Quarts de finale d'association | Quarts de finale d'association |   |                       | Demi-finales d'association | Demi-finales d'association | Demi-finales d'association |  |   | Finales d'association | Finales d'association | Finales d'association |  |    | Finale de la Coupe Calder | Finale de la Coupe Calder | Finale de la Coupe Calder |
|  |                                |                                |                                |   |                       |                            |                            |                            |  |   |                       |                       |                       |  |    |                           |                           |                           |
|  | 1                              | Manchester                     | 3                              |   |                       |                            |                            |                            |  |   |                       |                       |                       |  |    |                           |                           |                           |
|  | 8                              | Portland                       | 2                              |   |                       |                            |                            |                            |  |   |                       |                       |                       |  |    |                           |                           |                           |
|  | 8                              | Portland                       | 2                              |   | 1                     | Manchester                 | 4                          |                            |  |   |                       |                       |                       |  |    |                           |                           |                           |
|  |                                |                                |                                |   | 1                     | Manchester                 | 4                          |                            |  |   |                       |                       |                       |  |    |                           |                           |                           |
|  |                                | 4                              | Wilkes-Barre/Scranton          | 1 |                       |                            |                            |                            |  |   |                       |                       |                       |  |    |                           |                           |                           |
|  | 2                              | 4                              | Wilkes-Barre/Scranton          | 1 | Hershey               | 3                          |                            |                            |  |   |                       |                       |                       |  |    |                           |                           |                           |
|  | 2                              |                                |                                |   | Hershey               | 3                          |                            |                            |  |   |                       |                       |                       |  |    |                           |                           |                           |
|  | 7                              | Worcester                      | 1                              |   |                       |                            |                            |                            |  |   |                       |                       |                       |  |    |                           |                           |                           |
|  | 7                              | Worcester                      | 1                              |   |                       |                            |                            |                            |  | 1 | Manchester            | 4                     |                       |  |    |                           |                           |                           |
|  | Association de l'Est           |                                |                                |   |                       |                            |                            |                            |  | 1 | Manchester            | 4                     |                       |  |    |                           |                           |                           |
|  |                                | 3                              | Hartford                       | 0 |                       |                            |                            |                            |  |   |                       |                       |                       |  |    |                           |                           |                           |
|  | 3                              | 3                              | Hartford                       | 0 | Hartford              | 3                          |                            |                            |  |   |                       |                       |                       |  |    |                           |                           |                           |
|  | 3                              |                                |                                |   | Hartford              | 3                          |                            |                            |  |   |                       |                       |                       |  |    |                           |                           |                           |
|  | 6                              | Providence                     | 2                              |   |                       |                            |                            |                            |  |   |                       |                       |                       |  |    |                           |                           |                           |
|  | 6                              | Providence                     | 2                              |   | 2                     | Hershey                    | 2                          |                            |  |   |                       |                       |                       |  |    |                           |                           |                           |
|  |                                |                                |                                |   | 2                     | Hershey                    | 2                          |                            |  |   |                       |                       |                       |  |    |                           |                           |                           |
|  |                                | 3                              | Hartford                       | 4 |                       |                            |                            |                            |  |   |                       |                       |                       |  |    |                           |                           |                           |
|  | 4                              | 3                              | Hartford                       | 4 | Wilkes-Barre/Scranton | 3                          |                            |                            |  |   |                       |                       |                       |  |    |                           |                           |                           |
|  | 4                              |                                |                                |   | Wilkes-Barre/Scranton | 3                          |                            |                            |  |   |                       |                       |                       |  |    |                           |                           |                           |
|  | 5                              | Syracuse                       | 0                              |   |                       |                            |                            |                            |  |   |                       |                       |                       |  |    |                           |                           |                           |
|  | 5                              | Syracuse                       | 0                              |   |                       |                            |                            |                            |  |   |                       |                       |                       |  | E1 | Manchester                | 4                         |                           |
|  |                                |                                |                                |   |                       |                            |                            |                            |  |   |                       |                       |                       |  | E1 | Manchester                | 4                         |                           |
|  |                                | O1                             | Utica                          | 1 |                       |                            |                            |                            |  |   |                       |                       |                       |  |    |                           |                           |                           |
|  | 1                              | O1                             | Utica                          | 1 | Utica                 | 3                          |                            |                            |  |   |                       |                       |                       |  |    |                           |                           |                           |
|  | 1                              |                                |                                |   | Utica                 | 3                          |                            |                            |  |   |                       |                       |                       |  |    |                           |                           |                           |
|  | 8                              | Chicago                        | 2                              |   |                       |                            |                            |                            |  |   |                       |                       |                       |  |    |                           |                           |                           |
|  | 8                              | Chicago                        | 2                              |   | 1                     | Utica                      | 4                          |                            |  |   |                       |                       |                       |  |    |                           |                           |                           |
|  |                                |                                |                                |   | 1                     | Utica                      | 4                          |                            |  |   |                       |                       |                       |  |    |                           |                           |                           |
|  |                                | 6                              | Oklahoma City                  | 3 |                       |                            |                            |                            |  |   |                       |                       |                       |  |    |                           |                           |                           |
|  | 2                              | 6                              | Oklahoma City                  | 3 | Grand Rapids          | 3                          |                            |                            |  |   |                       |                       |                       |  |    |                           |                           |                           |
|  | 2                              |                                |                                |   | Grand Rapids          | 3                          |                            |                            |  |   |                       |                       |                       |  |    |                           |                           |                           |
|  | 7                              | Toronto                        | 2                              |   |                       |                            |                            |                            |  |   |                       |                       |                       |  |    |                           |                           |                           |
|  | 7                              | Toronto                        | 2                              |   |                       |                            |                            |                            |  | 1 | Utica                 | 4                     |                       |  |    |                           |                           |                           |
|  | Association de l'Ouest         |                                |                                |   |                       |                            |                            |                            |  | 1 | Utica                 | 4                     |                       |  |    |                           |                           |                           |
|  |                                | 2                              | Grand Rapids                   | 2 |                       |                            |                            |                            |  |   |                       |                       |                       |  |    |                           |                           |                           |
|  | 3                              | 2                              | Grand Rapids                   | 2 | San Antonio           | 0                          |                            |                            |  |   |                       |                       |                       |  |    |                           |                           |                           |
|  | 3                              |                                |                                |   | San Antonio           | 0                          |                            |                            |  |   |                       |                       |                       |  |    |                           |                           |                           |
|  | 6                              | Oklahoma City                  | 3                              |   |                       |                            |                            |                            |  |   |                       |                       |                       |  |    |                           |                           |                           |
|  | 6                              | Oklahoma City                  | 3                              |   | 2                     | Grand Rapids               | 4                          |                            |  |   |                       |                       |                       |  |    |                           |                           |                           |
|  |                                |                                |                                |   | 2                     | Grand Rapids               | 4                          |                            |  |   |                       |                       |                       |  |    |                           |                           |                           |
|  |                                | 4                              | Rockford                       | 1 |                       |                            |                            |                            |  |   |                       |                       |                       |  |    |                           |                           |                           |
|  | 4                              | 4                              | Rockford                       | 1 | Rockford              | 3                          |                            |                            |  |   |                       |                       |                       |  |    |                           |                           |                           |
|  | 4                              |                                |                                |   | Rockford              | 3                          |                            |                            |  |   |                       |                       |                       |  |    |                           |                           |                           |
|  | 5                              | Texas                          | 0                              |   |                       |                            |                            |                            |  |   |                       |                       |                       |  |    |                           |                           |                           |

### Finale de la Coupe Calder
| 6 juin | Manchester | 3-2 (pr) (1-1, 0-0, 1-1, 1-0) | Utica | Verizon Wireless Arena 8 155 spectateurs |

| Feuille de match | Feuille de match | Feuille de match    | Feuille de match                                                                                    | Feuille de match                                                        |
| ---------------- | --- | ------------------- | --------------------------------------------------------------------------------------------------- | ----------------------------------------------------------------------- |
|                  | O'Neill (Mersch, Weal) — 16 min - Mersch (Shore, O'Neill) — 42 min 23 s (SN) - Mersch (Weal, Forbort) — 64 min 10 s | 1-0 1-1 2-1 2-2 3-2 | - Bärtschi (Grenier, O'Reilly) — 17 min 1 s (SN) - Conacher (Clendening, Andersson) — 45 min 24 s - | Arbitrage : Garrett Rank et Terry Koharski Trent Knorr et Alex Stagnone |
| Bérubé           | Gardiens | Markström           | | Arbitrage : Garrett Rank et Terry Koharski Trent Knorr et Alex Stagnone |
| 8 min            | Pénalités | 10 min              | | Arbitrage : Garrett Rank et Terry Koharski Trent Knorr et Alex Stagnone |
| 37               | Tirs | 17                  | | Arbitrage : Garrett Rank et Terry Koharski Trent Knorr et Alex Stagnone |

| 7 juin | Manchester | 2-1 (pr) (1-0, 0-1, 0-0, 1-0) | Utica | Verizon Wireless Arena 6 078 spectateurs |

| Feuille de match | Feuille de match                                                                       | Feuille de match | Feuille de match         | Feuille de match                                                      |
| ---------------- | -------------------------------------------------------------------------------------- | ---------------- | ------------------------ | --------------------------------------------------------------------- |
|                  | O'Brien (Backman, Dowd) — 19 min 5 s (SN) - Dowd (Van der Gulik, Gravel) — 65 min 36 s | 1-0 1-1 2-1      | - Jensen — 41 min 12 s - | Arbitrage : Mark Lemelin et T.J. Luxmore Trent Knorr et Alex Stagnone |
| Bérubé           | Gardiens                                                                               | Markström        |                          | Arbitrage : Mark Lemelin et T.J. Luxmore Trent Knorr et Alex Stagnone |
| 12 min           | Pénalités                                                                              | 14 min           |                          | Arbitrage : Mark Lemelin et T.J. Luxmore Trent Knorr et Alex Stagnone |
| 39               | Tirs                                                                                   | 25               |                          | Arbitrage : Mark Lemelin et T.J. Luxmore Trent Knorr et Alex Stagnone |

| 10 juin | Utica | 3-2 (2-1, 1-1, 0-0) | Manchester | Utica Memorial Auditorium 3 835 spectateurs |

| Feuille de match | Feuille de match | Feuille de match                           | Feuille de match                                                              | Feuille de match                                                             |
| ---------------- | --- | ------------------------------------------ | ----------------------------------------------------------------------------- | ---------------------------------------------------------------------------- |
|                  | O'Reilly (Zalewski, Clendening) — 5 min 45 s Grenier (Sanguinetti, O'Reilly) — 18 min 58 s - Jensen (Grenier, Andersson) — 26 min 18 s - | 1-0 2-0 2-1 3-1 3-2                        | - Kempe (Shore, Forbort) — 19 min 35 s - Kempe (Backman, Shore) — 27 min 22 s | Arbitrage : Tom Chmielewski et Terry Koharski Ryan Gibbons et Francis Trempe |
| Markström        | Gardiens | Bartošák (50 min 45 s) Berubé (7 min 51 s) |                                                                               | Arbitrage : Tom Chmielewski et Terry Koharski Ryan Gibbons et Francis Trempe |
| 6 min            | Pénalités | 2 min                                      |                                                                               | Arbitrage : Tom Chmielewski et Terry Koharski Ryan Gibbons et Francis Trempe |
| 38               | Tirs | 34                                         |                                                                               | Arbitrage : Tom Chmielewski et Terry Koharski Ryan Gibbons et Francis Trempe |

| 12 juin | Utica | 3-6 (2-2, 0-3, 1-1) | Manchester | Utica Memorial Auditorium 3 835 spectateurs |

| Feuille de match                               | Feuille de match | Feuille de match                    | Feuille de match | Feuille de match                                                     |
| ---------------------------------------------- | --- | ----------------------------------- | --- | -------------------------------------------------------------------- |
|                                                | - Corrado (DeFazio, Shinkaruk) — 14 min 9 s Bärtschi (Conacher, Sanguinetti) — 18 min 54 s (SN) - Acton (Andersson, Sanguinetti) — 57 min 54 s | 0-1 0-2 1-2 2-2 2-3 2-4 2-5 2-6 3-6 | Backman — 12 min 45 s Dowd — 13 min 17 s - Miller (Weal, Shore) — 23 min 8 s (SN) Shore (O'Neill, Mersch) — 27 min 51 s (SN) Dowd (Backman, Miller) — 39 min 49 s Kempe (Shore, O'Brien) — 46 min 27 s - | Arbitrage : T.J. Luxmore et Garrett Rank Ryan Gibbons et John Grandt |
| Markström (46 min 20 s) Eriksson (13 min 33 s) | Gardiens | Bartošák                            | | Arbitrage : T.J. Luxmore et Garrett Rank Ryan Gibbons et John Grandt |
| 43 min                                         | Pénalités | 21 min                              | | Arbitrage : T.J. Luxmore et Garrett Rank Ryan Gibbons et John Grandt |
| 25                                             | Tirs | 38                                  | | Arbitrage : T.J. Luxmore et Garrett Rank Ryan Gibbons et John Grandt |

| 13 juin | Manchester | 1-2 (0-2, 0-0, 1-0) | Utica | Utica Memorial Auditorium 3 835 spectateurs |

| Feuille de match | Feuille de match                                 | Feuille de match | Feuille de match                                                                   | Feuille de match                                                            |
| ---------------- | ------------------------------------------------ | ---------------- | ---------------------------------------------------------------------------------- | --------------------------------------------------------------------------- |
|                  | - O'Reilly (Sanguinetti, Conacher) — 59 min 45 s | 0-1 0-2 1-2      | Kempe (Shore, O'Brien) — 10 min 2 s LoVerde (Dowd, Bodnarchuk) — 13 min 9 s (SN) - | Arbitrage : Mark Lemelin et Tom Chmielewski Shandor Alphonso et John Grandt |
| Markström        | Gardiens                                         | Bartošák         |                                                                                    | Arbitrage : Mark Lemelin et Tom Chmielewski Shandor Alphonso et John Grandt |
| 4 min            | Pénalités                                        | 6 min            |                                                                                    | Arbitrage : Mark Lemelin et Tom Chmielewski Shandor Alphonso et John Grandt |
| 32               | Tirs                                             | 19               |                                                                                    | Arbitrage : Mark Lemelin et Tom Chmielewski Shandor Alphonso et John Grandt |

## Récompenses

### Trophées Collectifs
| Coupe Calder : Vainqueurs des séries                               | Monarchs de Manchester   |
| Trophée Richard-F.-Canning : Vainqueurs de l'association de l'Est  | Monarchs de Manchester   |
| Trophée Robert-W.-Clarke : Vainqueurs de l'association de l'Ouest  | Comets d'Utica           |
| Trophée Macgregor-Kilpatrick : Champions de la ligue               | Monarchs de Manchester   |
| Trophée Frank-Mathers : Champions de la division Est               | Bears de Hershey         |
| Trophée Norman-R.-« Bud »-Poile : Champions de la division Midwest | Griffins de Grand Rapids |
| Trophée Emile-Francis : Champions de la division Atlantique        | Monarchs de Manchester   |
| Trophée F.-G.-« Teddy »-Oke : Champions de la division Nord-Est    | Wolf Pack de Hartford    |
| Trophée Sam-Pollock : Champions de la division Nord                | Comets d'Utica           |
| Trophée John-D.-Chick : Champions de la division Ouest             | Rampage de San Antonio   |

### Trophées individuels
| Trophée Les-Cunningham : Meilleur joueur de la saison                              | Brian O'Neill, Manchester                          |
| Trophée John-B.-Sollenberger : Meilleur pointeur                                   | Brian O'Neill, Manchester                          |
| Trophée Willie-Marshall : Meilleur buteur                                          | Teemu Pulkkinen, Grand Rapids                      |
| Trophée Dudley-« Red »-Garrett : Meilleure recrue                                  | Matt Murray, Wilkes-Barre/Scranton                 |
| Trophée Eddie-Shore : Meilleur défenseur                                           | Chris Wideman, Binghamton                          |
| Trophée Aldege-« Baz »-Bastien : Meilleur gardien                                  | Matt Murray, Wilkes-Barre/Scranton                 |
| Trophée Harry-« Hap »-Holmes : Gardien de l'équipe ayant encaissé le moins de buts | Matt Murray et Jeff Zatkoff, Wilkes-Barre/Scranton |
| Trophée Louis-A.-R.-Pieri : Meilleur entraîneur                                    | Mike Stothers, Manchester                          |
| Trophée Fred-T.-Hunt : Joueur au meilleur esprit sportif                           | Jeff Hoggan, Grand Rapids                          |
| Trophée Yanick-Dupré : Joueur le plus impliqué dans sa communauté                  | Kyle Hagel, Charlotte                              |
| Trophée Jack-A.-Butterfield : Meilleur joueur des séries                           | Jordan Weal, Manchester                            |